# Комунистичко друштво
У марксистичкој мисли, комунистичко друштво или комунистички систем је тип друштва и економског система за који се претпоставља да настаје из технолошког напретка у производним снагама, што представља крајњи циљ политичке идеологије комунизма. Комунистичко друштво карактерише заједничко власништво над средствима за производњу са слободним приступом производима потрошње и бескласно је, бездржавно и без новца, што имплицира крај експлоатације рада.
Комунизам је специфична фаза друштвеног и економског развоја заснована на преобилном материјалном богатству, за које се претпоставља да произилази из напретка у производној технологији и одговарајућих промена у друштвеним односима производње. Ово би омогућило дистрибуцију на основу потреба и друштвених односа на основу слободно удружених појединаца. Термин комунистичко друштво треба разликовати од западног концепта комунистичке државе, при чему се овај други односи на државу којом влада странка која исповеда варијацију марксизма-лењинизма.
Сјуе Мућијао је написао да је унутар социјалистичког начина производње постојало неколико фаза. Чланак Су Шаожија и Фенг Ланжуија створио је две поделе унутар социјалистичког начина производње; прва фаза је била прелазак са капиталистичког начина производње на социјалистички начин производње — фаза у којој је пролетаријат преузео власт и успоставио диктатуру пролетаријата и у којој је створен неразвијени социјализам. Друга фаза је био напредни социјализам; социјализам о коме је Маркс писао. Идеја да су социјализам и комунизам различите историјске фазе страна је делу Карла Маркса и ушла је у лексикон марксизма тек после његове смрти. Каже се да Карл Маркс разликује две фазе комунизма без тржишта: почетну фазу, са ваучерима за рад, и вишу фазу, са слободним приступом.

## Економски аспекти
Комунистички економски систем би карактерисала напредна производна технологија која омогућава материјално обиље, што би заузврат омогућило слободну дистрибуцију већине или целокупног економског производа и заједничко држање средстава за производњу овог производа. У том погледу се комунизам разликује од социјализма, који, из економске нужности, ограничава приступ потрошачким производима и услугама на основу свог доприноса.
За разлику од ранијих економских система, комунизам би карактерисало заједничко држање природних ресурса и средстава за производњу, уместо да буду у приватном власништву (као што је у случају капитализма) или у власништву јавних или задружних организација које им слично ограничавају приступ (као у случају социјализма). У том смислу, комунизам подразумева „негацију својине“ у мери у којој би постојало мало економског оправдања за ексклузивну контролу над производним средствима у окружењу материјалног обиља.
Претпоставља се да се потпуно развијени комунистички економски систем развија из претходног социјалистичког система. Карл Маркс је сматрао да ће социјализам — систем заснован на друштвеном власништву над средствима за производњу — омогућити напредак ка развоју потпуно развијеног комунизма даљим унапређењем производне технологије. Под социјализмом, са његовим све већим нивоом аутоматизације, све већи део робе би се могао дистрибуирати слободно.

## Друштвени аспекти

### Индивидуалност, слобода и креативност
Комунистичко друштво би ослободило појединце дугог радног времена тако што би прво аутоматизовало производњу до те мере да се просечна дужина радног дана смањи, а друго, елиминисало би експлоатацију која је својствена подели између радника и власника. Комунистички систем би тако ослободио појединце отуђења у смислу да им је живот структуриран око преживљавања (зарађивања плате или дневнице у капиталистичком систему), што је Карл Маркс назвао преласком из „царства нужности“ у „царство слободе“. Као резултат тога, комунистичко друштво се замишља као друштво састављено од интелектуално склоног становништва са временом и ресурсима да се бави својим стваралачким хобијима и истинским интересовањима, и да на тај начин допринесе креативном друштвеном богатству. Маркс је сматрао да је „право богатство“ количина времена коју човек има на располагању да следи своје креативне страсти. Марксово схватање комунизма је на тај начин радикално индивидуалистичко.
 
Марксов концепт „царства слободе“ иде руку под руку са његовом идејом о окончању поделе рада, која не би била потребна у друштву са високо аутоматизованом производњом и ограниченим радним улогама. У комунистичком друштву, економска нужност и односи би престали да одређују културне и друштвене односе. Како се несташица елиминише, отуђени рад би престао и људи би били слободни да теже својим индивидуалним циљевима. Поред тога, верује се да би принцип „од сваког према способностима, свакоме према потребама“ могао бити испуњен због непостојеће несташице.

### Политика, право и управљање
Карл Маркс и Фридрих Енгелс су тврдили да комунистичком друштву не би била потребна држава каква постоји у савременом капиталистичком друштву. Капиталистичка држава углавном постоји да би спровела хијерархијске економске односе, спровела искључиву контролу над имовином и регулисала капиталистичке економске активности — што све не би било применљиво на комунистички систем.
Енгелс је приметио да ће се у социјалистичком систему примарна функција јавних институција померити са стварања закона и контроле људи на техничку улогу администратора техничких производних процеса, са смањењем обима традиционалне политике како научна администрација преузима улогу политичког доношења одлука. Комунистичко друштво карактеришу демократски процеси, не само у смислу изборне демократије, већ у ширем смислу отвореног и колаборативног друштвеног и радног окружења.
Маркс никада није јасно прецизирао да ли сматра да би комунистичко друштво било праведно; други мислиоци су спекулисали да је он сматрао да ће комунизам превазићи правду и створити друштво без сукоба, дакле, без потребе за правилима правде.

### Прелазне фазе
Маркс је такође писао да ће између капиталистичког и комунистичког друштва постојати прелазни период познат као диктатура пролетаријата. Током ове претходне фазе друштвеног развоја, капиталистички економски односи би постепено били укинути и замењени социјализмом. Природни ресурси би постали јавна својина, док би сви производни центри и радна места постали друштвено власништво и демократски управљани. Производња би била организована научном проценом и планирањем, чиме би се елиминисало оно што је Маркс назвао „анархијом у производњи“. Развој производних снага довео би до маргинализације људског рада у највећој могућој мери, да би га постепено заменио аутоматизовани рад.

## У совјетској идеологији
Комунистички економски систем је званично наведен као крајњи циљ Комунистичке партије Совјетског Савеза у њеној партијској платформи.
У политичкој теорији руског револуционара Владимира Лењина, бескласно друштво би било друштво којим управљају директни произвођачи, организовано да производи према друштвено управљаним циљевима. Лењин је сугерисао да би такво друштво развило навике које би постепено учиниле политичко представљање непотребним, јер би радикално демократска природа Совјета навела грађане да се сложе са стилом управљања који су ти представници правили. Само у таквом окружењу, како је сугерисао Лењин, држава може нестати, уводећи у период бездржавног комунизма.
У совјетској идеологији, Марксови концепти „нижих и виших фаза комунизма“ артикулисани у Критици Готха програма преформулисани су као фазе „социјализма“ и „комунизма“. Совјетска држава је тврдила да је започела фазу „социјалистичке изградње“ током спровођења првих петогодишњих планова током 1930-их, којима је уведена централно планирана, национализована/колективизована економија. Програм Комунистичке партије Совјетског Савеза из 1962. године, објављен под вођством Никите Хрушчова, тврдио је да је социјализам чврсто успостављен у СССР-у и да ће држава сада напредовати ка „пуној изградњи комунизма“, иако се ово може схватити као да се више односи на „техничке темеље“ комунизма него на само нестанак државе и поделу рада. Међутим, чак ни у коначном издању свог програма пре распуштања странке, Комунистичка партија Совјетског Савеза није тврдила да је у потпуности успоставила комунизам, већ је тврдила да друштво пролази кроз веома спор и постепен процес транзиције.